# Punter (vareta)
|  | Per a altres significats, vegeu «Punter». |

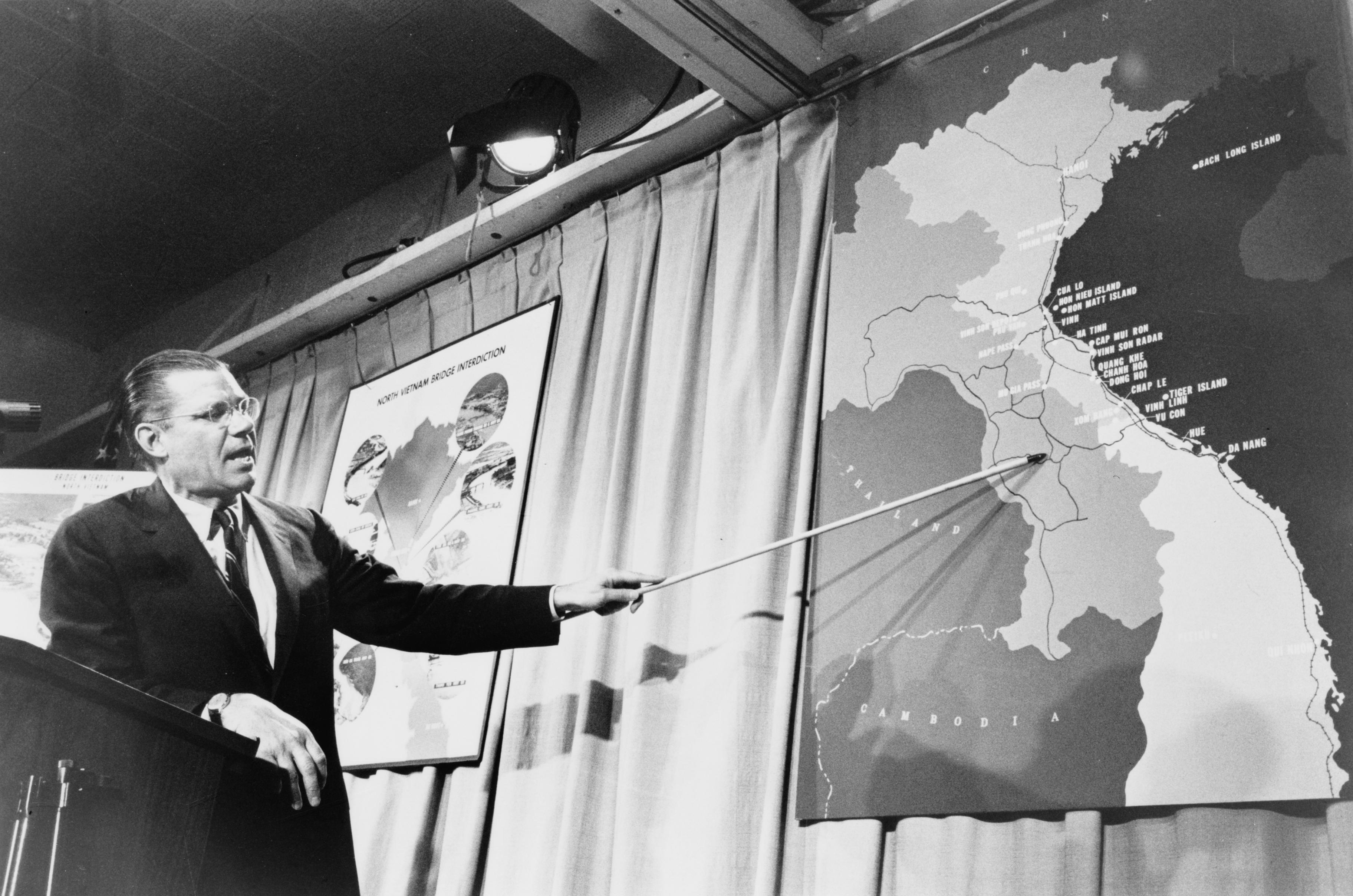
Robert McNamara assenyalant un mapa de Vietnam amb un punter.

Un punter o apuntador és una vareta sòlida que s'utilitza que s'utilitza com una mena d'extensió del dit índex per assenyalar manualment. Pot ser un pal de fusta massissa o fibra de vidre en forma de vara amb un extrem afilat, però sempre polida o acabada artificialment, de fet majoria de les vegades es fabrica artificialment. Actualment s'ha substituït en gran part pel punter làser.
En anglès es diu pointer, i aquest fet ha donat lloc al seu ús en informàtica en que es fa servir per indicar el contingut d'una adreça de memòria que apunta cap una altra adreça. En la mitologia grega, el pal apuntador, al costat d'un globus celeste, és un dels símbols d'Urània, la musa de l'astronomia.

## Ús

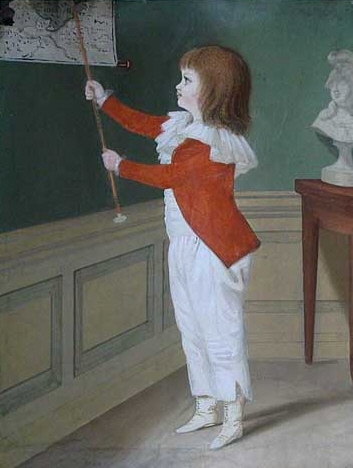
Un nen assenyala amb un punter un mapa de paret (al voltant de 1800)

El punter típic és simplement un pal llarg, prim i sovint flexible fet d'un material resistent, dissenyat per indicar llocs en mapes, paraules en pissarres. Els punters convencionals són pals simples, llargs, prims i sovint flexibles. Estan fets d'un material sòlid i estan destinats, per exemple, a destacar llocs en mapes o paraules a les pissarres escolars assenyalant. S'utilitza tradicionalment com un pal assenyalador per ajudar els nens a aprendre a llegir. etc. A part d'això, es pot utilitzar com qualsevol pal normal per a altres finalitats., p. ex. per donar bastonades punitives.

## Tipus
- Alguns són telescòpics i es poden portar a la butxaca com un bolígraf.[5]

- Yad, punter cerimonial utilitzat pels jueus quan llegeixen un rotllo de la Torà .